# Zibba e Almalibre
Zibba e Almalibre è un gruppo musicale formatosi nel 1998 dall'incontro tra Zibba (Sergio Vallarino) ed Andrea "Bale" Balestrieri a cui si aggiungono Federico Manno alle chitarre e Massimiliano Rolff al basso. Questa è la formazione con cui pubblicano l'album di esordio L'ultimo giorno nel 2002.
Zibba e Almalibre suonano nel Concerto del Primo Maggio del 2003, aprono i concerti di vari artisti tra cui Goran Bregović, Bandabardò, Africa Unite, Vinicio Capossela, Tonino Carotone e Gino Paoli.

## Storia

### Anni 2006-2011
Una svolta importante arriva con l'entrata nel gruppo di Fabio Biale (violista polistrumentista e voce) che porterà alla pubblicazione del secondo album Senza smettere di far rumore nel 2006.
Da quest'album è tratto Margherita che li vede duettare con Tonino Carotone e che li porta alla conoscenza del grande pubblico.
Con l'entrata nella formazione di Daniele Franchi (chitarra) e Lucas Bellotti (basso) arriva la pubblicazione del terzo album Una cura per il freddo, ma Lucas Bellotti lascia presto il posto a Stefano Cecchi attuale bassista della band. In quest'album spiccano le collaborazioni con Bunna degli Africa Unite nella canzone Una parola illumina e con i Tiromancino nella canzone Una parte di te.
Partecipano al Premio Tenco, rassegna della canzone d'autore. Entrano nel progetto, con altri trentacinque artisti, del doppio Cd La leva cantautorale degli anni zero nato da una collaborazione tra Club Tenco e il Meeting Etichette Indipendenti con l'inedito Aria di levante, sono ospiti nella trasmissione televisiva Parla con me e sono scelti come band del dopofestival Sanremo 2010.
Nel 2011 vincono il premio "inediTo" del Salone internazionale del libro di Torino e due importanti premi del mondo musicale italiano, "L'artista che non c'era" ed il Premio Bindi.

### 2012-2017

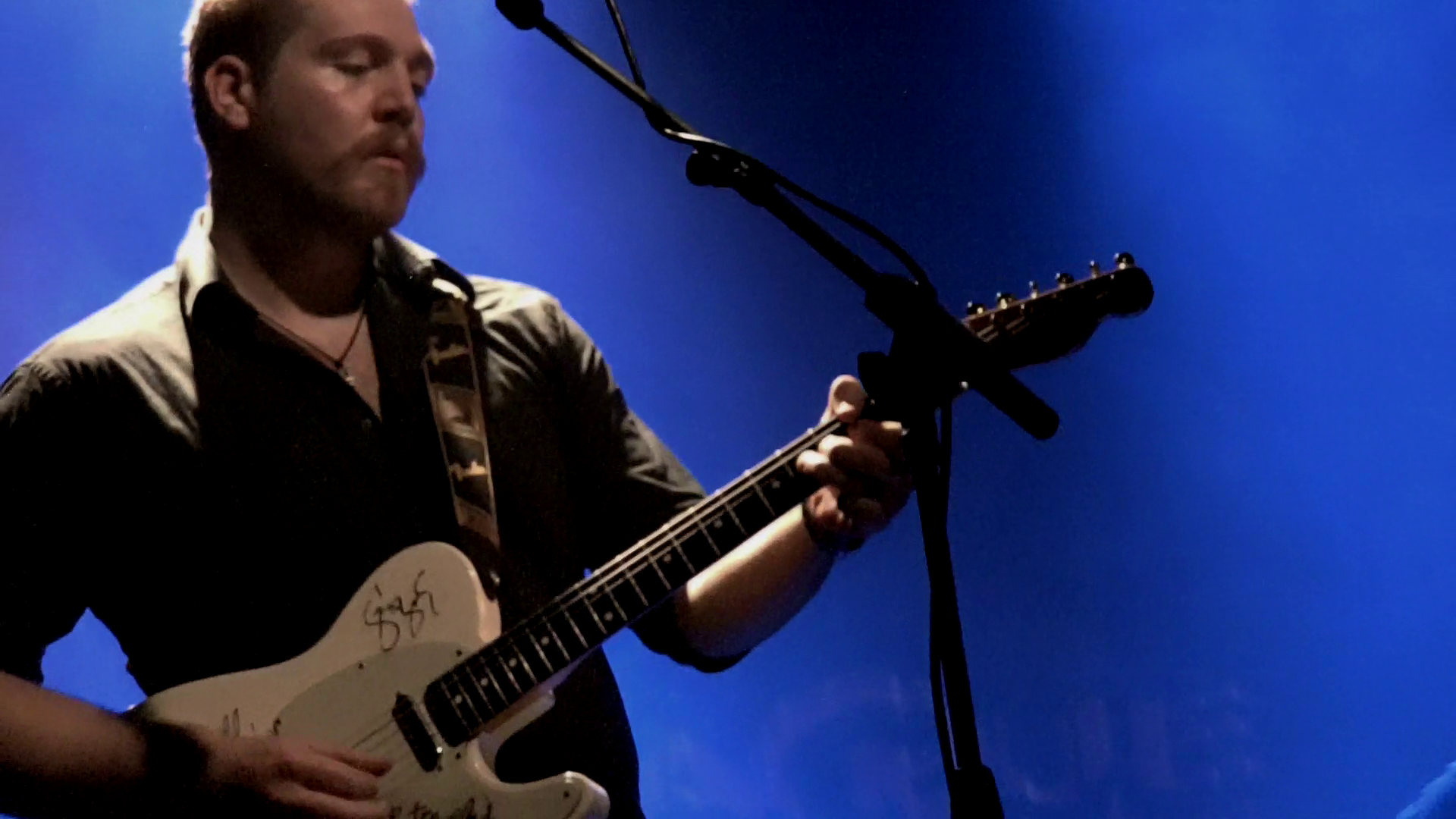
Stefano Ronchi in concerto

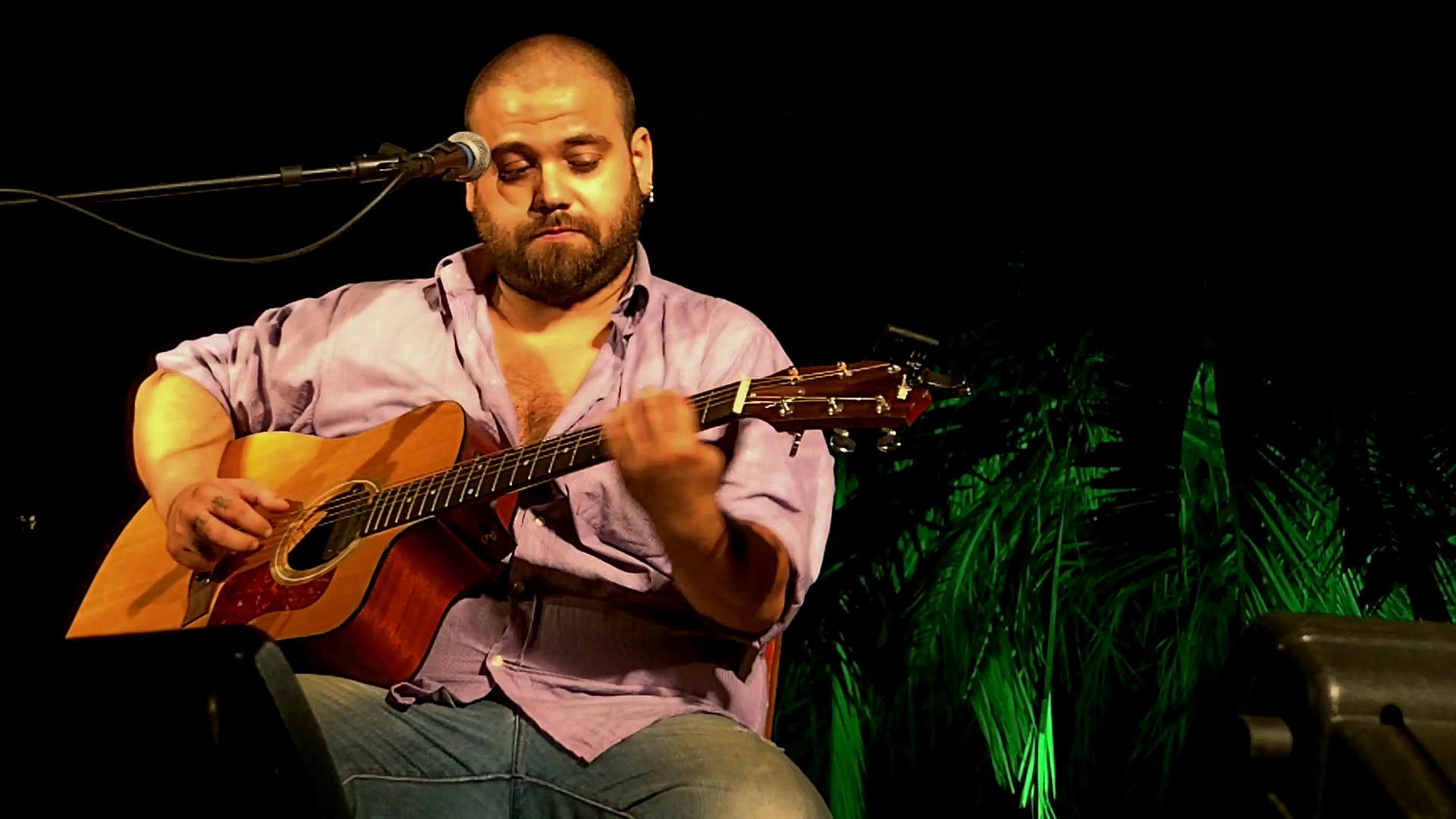
Sergio Vallarino

Nel 2012 con l'arrivo del nuovo chitarrista Stefano Ronchi e del sassofonista Stefano Riggi pubblicano Come il suono dei passi sulla neve, disco che vede la partecipazione di ospiti come Roy Paci, Eugenio Finardi, Vittorio De Scalzi, Carlotta, Gianluca Fubelli, Adolfo Margiotta, Enzo Paci, Alberto Onofrietti e altri, da quest'album vengono tratti i singoli Nancy con la collaborazione di Roy Paci e Asti est in cui partecipa Eugenio Finardi.
Con questo album vincono, ex aequo con Padania degli Afterhours, la Targa Tenco 2012 nella categoria "Album dell'anno".
Nel febbraio 2013 il violinista Fabio Biale lascia la band.
Il 24 maggio 2013 esce il nuovo album E sottolineo se omaggio al paroliere genovese Giorgio Calabrese dove vengono ripresi e reinterpretati alcuni tra i più famosi classici del noto autore.
Dal 3 luglio 2013 entra a far parte degli Almalibre Caldero alle percussioni/elettronica.
Nel novembre 2013 viene pubblicato il primo libro di Zibba, Me l'ha detto Frank Zappa, una raccolta di dialoghi surreali con note introduttive di Eugenio Finardi e Matteo Monforte. Alcuni dei dialoghi sono ripresi dal regista Sergio Sgrilli per la realizzazione dello spettacolo teatrale omonimo.
Zibba scrive con Tiziano Ferro la canzone La vita e la felicità cantata da Michele Bravi, vincitore della settima edizione di X Factor.
Il 13 dicembre 2013 il gruppo viene selezionato per partecipare al Festival di Sanremo 2014 nella sezione Nuove Proposte con il brano Senza di te . 
Il 19 febbraio 2014 esce il sesto disco Senza pensare all'estate contenente tre inediti, tra cui la canzone cantata al Festival di Sanremo 2014, alcune canzoni rivisitate in una nuova versione e due brani scritti da Zibba per Michele Bravi (La vita e la felicità) e Cristiano De André (Il mio esser buono). Nello stesso periodo Zibba collabora con Jovanotti alla stesura del brano Una scintilla, contenuto nel disco Lorenzo 2015 CC..
Al Festival arrivano fino alla finale vincendo il Premio della Critica Mia Martini ed il Premio Sala Stampa "Lucio Dalla" (Sala Stampa Radio-TV-Web) relativi alla sezione Nuove Proposte.
Il 31 marzo 2015 esce il settimo disco Muoviti svelto album di inediti a cui partecipano tra gli altri Omar Pedrini, Niccolò Fabi, Bunna, Leo Pari e Patrick Benifei. Il disco viene presentato ufficialmente durante la trasmissione Che Tempo Che Fa di Fabio Fazio su Rai3.
Il 20 maggio 2016 esce il singolo Universo brano prodotto da Andrea "Andro" Mariano dei Negramaro.
Il lavoro d'autore non si ferma perché Zibba scrive con Giulia Anania e Marta Venturini Io di te non ho paura per Emma Marrone. Insieme a Marco Masini e Diego Calvetti scrive Spostato di un secondo e per Raige e Giulia Luzi Togliamoci la voglia. Entrambi i brani partecipano alla sessantasettesima edizione del Festival di Sanremo.
Il cantautore ligure scrive anche per moltissimi altri interpreti, tra cui Patty Pravo, Jack Savoretti, Max Pezzali, Alex Britti, Elodie, Alexia, Zero Assoluto, Le Deva e Moreno.
Il 27 ottobre 2017 esce il singolo Quello che vuoi che anticipa l'album Le cose .
Il 26 gennaio 2018 esce il secondo singolo Quando stiamo bene insieme ad Elodie.

## Discografia

### Album
- 2002 – L'ultimo giorno
- 2006 – Senza smettere di far rumore
- 2010 – Una cura per il freddo
- 2012 – Come il suono dei passi sulla neve
- 2013 – E sottolineo se
- 2014 – Senza pensare all'estate
- 2015 - Muoviti svelto
- 2018 - Le cose
- 2022 - Amore, Morte e Distrazioni
- 2023 - La città dall'alto

### Extended play
- 2013 - Live in Poli
- 2014 - Mentre solo tour 2014
- 2015 - Domani han dato sole
- 2021 - Ep Arancione
- 2021 - Ep Viola
- 2022 - Ep Verde

### DVD
- 2009 – Animalibera

### Singoli
- 2016 – Universo
- 2019 – Cinghiali
- 2020 – Jager
- 2020 – Due

## Formazione
- Sergio Vallarino, in arte Zibba (Varazze, 16 maggio 1978) - voce, chitarre (dal 1998)
- Andrea Balestrieri - batteria (dal 1998)
- Stefano Riggi - sax, tastiere (dal 2012)